# 罗白乡
罗白乡，是中华人民共和国广西壮族自治区崇左市江州区下辖的一个乡镇级行政单位。

## 行政区划
罗白乡下辖以下地区：
罗白社区、岜那村、渠姆村、强胜村、渠勒村、蒙井村、那并村、岜萌村和枯隆村。